# Kasper Barfoed
Kasper Barfoed (n. 7 de marzo de 1972 en Copenhague, Dinamarca) es un director de cine danés. Licenciado en Literatura en la Universidad de Copenhague, tiene una gran experiencia rodando comerciales.
Listetyven (corto) fue su primer trabajo como director, seguido por las películas Min søsters børn i Ægypten y Tempelriddernes skat que fue un gran éxito crítico y comercial.

## Filmografía

### Director

#### Cortos
- Listetyven (2003)

#### Películas
- Min søsters børn i Ægypten (2004)
- Tempelriddernes skat (2006)
- Kandidaten (2008)
- The Numbers Station (2013)

#### Series de televisión
- Den som dræber (2011)
- Dicte (2013)